# Машитто, Синтия
Синтия Машитто (итал. Cynthia Mascitto; род. 4 октября 1992, Лаваль, провинция Квебек, Италия) — итальянская конькобежка канадского происхождения, специализирующаяся в шорт-треке. Участница Олимпийских игр 2018 года. Бронзовая призёр чемпионата мира 2021 года, двукратная призёр чемпионата Европы.

## Биография
Синтия Машитто родилась в Монреале, в итальянской семье. Впервые встала на коньки в 4 года, а сестра вдохновила её заняться шорт-треком. В детстве она играла в теннис и футбол, но в 15 лет ей пришлось бросить футбол и сосредоточиться на конькобежном спорте из-за проблем с коленями. В 18 лет она вступила в Монреальский конькобежный клуб «Интер»(RTC), а в 2011 году участвовала на юниорском чемпионате мира в Курмайоре и вместе с канадской эстафетной командой выиграла серебряную медаль.
Все эти годы усердно тренировалась и соревновалась, но непопадание в национальную сборную сильно давило психологически. "Трудно быть частью национальной сборной, потому что только первые 14 входят, а здесь катание на коньках — один из самых популярных видов спорта. " — говорила Синтия в интервью. Она занимала в рейтинге 12-е место, но в команду не проходила по каким-либо причинам.
В 23 года она обратилась к своей подруге Арианне Фонтане за советом. Синтия подумывала уйти из спорта, но Арианна предложила переехать в Италию для продолжения карьеры, поговорив заранее с тренером Кейнаном Гуадеком, который был канадцем и в 16 лет был личным тренером Синтии. Поскольку её родители были итальянцами она быстро получила гражданство и переехала в июле 2016 года в Валле-д’Аоста, чтобы жить и тренироваться в Курмайоре. В ноябре участвовала на первом этапе кубка Мира в Калгари и на 1000 м заняла 13-е место. Однако уже в феврале 2017 заняла третье место в Минске на 1000 м и второе в эстафете. 
На Олимпийских играх в Пхёнчхане заняла 26-е место на 1000 м. На следующий год заняла второе место на чемпионате Италии, в марте 2019 на чемпионате мира в Софии в эстафетной команде заняла 8-е место. На чемпионате Европы в Дебрецене в эстафете завоевала серебро, а в 2021 году бронзу в Гданьске и на мировом чемпионате в Дордрехте выиграла бронзовую медаль с Арианной Фонтаной, Арианной Сигель, Мартиной Вальчепиной и Арианной Вальчепиной. В общем зачёте многоборья поднялась на 12-е место.
В ноябре 2021 года на этапе Кубка мира в Дордрехте Машитто выиграла бронзовую медаль в составе женской эстафеты. В феврале 2022 года она участвовала на своих вторых Олимпийских играх в Пекине, где заняла 5-е место в женской эстафете, 12-е место в забеге на 1500 метров и 21-е на 1000 метров. В апреле на чемпионате мира в Монреале заняла 4-е место в женской эстафете и 9-е в сумме многоборья. После того сезона она решила выступать за национальную сборную Канады и летом 2023 года была приглашена для тренировок в Канаду. Уже в ноябре 31-летняя спортсменка участвовала на чемпионате четырех континентов в Лавале, завоевав золотую медаль в женской эстафете в составе Данаэ Бле, Кортни Саро, Флоренс Брюнелль и Карины Монтмини.